# Iglesia del Carmen (Madrid)
La iglesia de Nuestra Señora del Carmen y San Luis Obispo es un templo de culto católico situado en Madrid, España. Se encuentra en la calle del Carmen n.º 10, muy cerca de la céntrica Puerta del Sol, es una de las iglesias más conocidas y visitadas del casco antiguo de la capital.

## Historia
La iglesia es el único resto que pervive del antiguo convento del Carmen Calzado, de religiosos carmelitas. Originariamente, estaba dedicado a San Dámaso, pero fue conocido siempre por el nombre de la orden que lo ocupaba. Según Ramón Mesonero Romanos «en 1575 se fundó este convento, contribuyendo a ello la villa de Madrid, en el mismo sitio que ocupaba la casa de mujeres públicas. El templo es de los más grandes y de mejor arquitectura que tiene Madrid, con muy buenas capillas y efigies.»
El convento fue desamortizado en 1836, y los monjes fueron exclaustrados; no obstante, se conservó la iglesia, convertida en 1910 en parroquia agregada a la vecina de san Luis Obispo de la calle de la Montera, aunque modificados algunos de sus elementos. Más tarde el Carmen pasó a ser parroquia independiente. Durante la Batalla de Madrid de la guerra civil española el templo fue incendiado y profanado, se violaron las sepulturas y se destruyeron las imágenes con excepción de la Virgen titular que se hallaba a gran altura.
Después de la guerra civil, al haber sido derribada la vecina iglesia de San Luis Obispo (estaba situada en la actual Red de San Luis), la titularidad de esta parroquia pasó a la del Carmen. También se trasladó hasta allí la portada de la desaparecida iglesia, y fue colocada en la fachada que da a la calle de la Salud.

## Edificio y patrimonio mueble
La iglesia es un edificio amplio, de una sola nave con gran crucero, cúpula ciega y capillas hornacinas en el cuerpo de naves. Fue construido en el siglo XVII, siendo atribuido al maestro de obras Miguel de Soria, aunque recientes investigaciones también lo atribuyen al arquitecto fray Alberto de la Madre de Dios, por la similitud en el uso del ladrillo y aparejo toledano, así como en el diseño del altar o gran ventana a la calle. El escultor Mateo de Cortray realizó la portada que da a la calle del Carmen. La arquitectura trasluce la filiación post-escurialense del autor, poco conocido por otra parte, en su general simplicidad y austeridad de líneas. Destacan en el interior, los balcones de hierro forjado que se abren a la nave y los ingresos en arco de medio punto a las capillas laterales, cerrados con rejería. 
En cuanto a mobiliario, la iglesia albergó un rico patrimonio artístico, diezmado con el paso del tiempo. El presbiterio está presidido por un gran retablo de líneas clasicistas, que sustituye al que en su día trazó Sebastián de Benavente para dicho espacio. En el ático, una Trinidad, obra del pintor Antonio de Pereda, autor también de otros dos cuadros situados en el crucero, representando respectivamente el Castigo de san Eliseo y la Destrucción de los falsos profetas por san Elías, dos de sus obras más destacadas. Preside el retablo una imagen de la Virgen del Carmen, obra de Juan Sánchez Barba, única escultura superviviente de un grupo representando la Entrega del santo escapulario a san Simón Stock. 

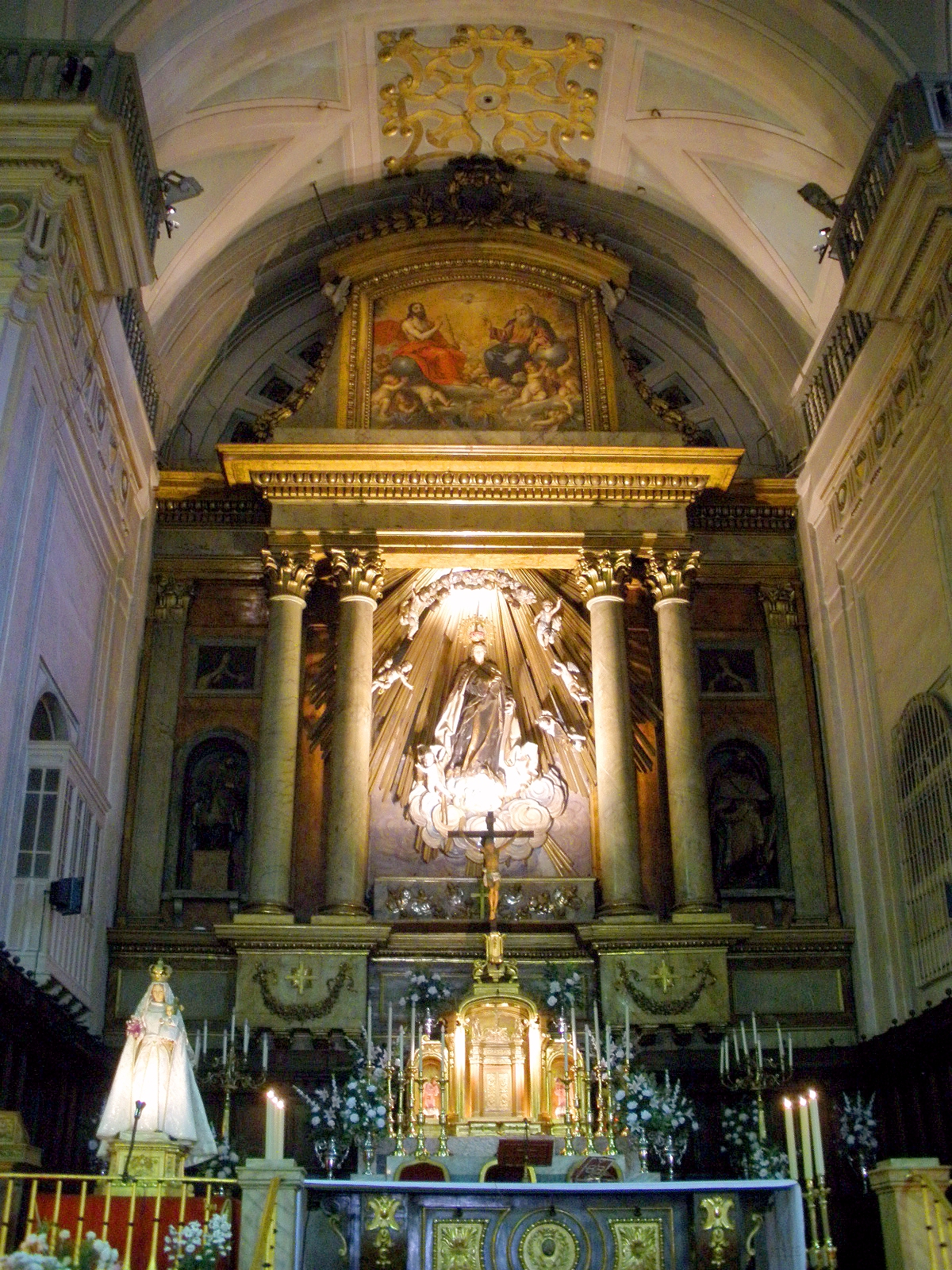
Retablo mayor, con estatuas de Sánchez Barba y pinturas de Pereda

Se conserva asimismo la mazonería de varios retablos barrocos debidos a Sebastián de Benavente, y una talla del Cristo Yacente, obra de Juan Sánchez Barba. Una de las imágenes más veneradas del templo es la de Nuestra Señora del Carmen, obra del escultor malagueño Francisco Palma Burgos, sacada en procesión cada 16 de julio.
En el exterior del templo puede destacarse la portada que da al lateral de la nave, de un severo clasicismo, formada por un arco de medio punto flanqueado por columnas corintias, a modo de arco de triunfo, con una hornacina con frontón triangular y remates de bolas y pirámides, de claro influjo escurialense. Es valiosa asimismo la portada de los pies del templo, por ser el único resto conservado de la antigua iglesia de san Luis Obispo, trasladada aquí en 1950; obra barroca formada por un vano recto decorado con molduras quebradas y tarjetones y dos columnas laterales levantadas sobre altos plintos con original fuste facetado, rematando el conjunto una cornisa con ménsulas, un muy saliente frontón partido y una hornacina con la estatua de san Luis Obispo, el otro titular del templo. Corona el conjunto un óculo de formas mixtilíneas. Los elementos arquitectónicos de la fachada, fechada en la piedra en 1716, fueron obra de Francisco Ruiz, quien dirigió su construcción a principios del siglo XVIII, correspondiendo a Pablo González Velázquez la ejecución de la escultura.
Desde febrero de 2010 tiene su sede canónica en esta iglesia la Hermandad de Los Gitanos.